# 小稻鼠
小稻鼠（学名：Microryzomys）是嚙齒目、倉鼠科下的一屬啮齿动物。

## 下属物种
本属包括以下物种：
- 高地小稻鼠 Microryzomys altissimus (Osgood, 1933)，英語名Highland Small Rice Rat
- 森林小稻鼠 Microryzomys minutus (Tomes, 1860)，英語名Forest Small Rice Rat